# Talsperre Valdeobispo
Die Talsperre Valdeobispo (spanisch Presa de Valdeobispo) ist eine Talsperre mit Wasserkraftwerk in der Provinz Cáceres, Spanien. Sie staut den Alagón, der hier die Grenze zwischen den Gemeinden Montehermoso und Valdeobispo bildet,  zu einem Stausee auf. Die Talsperre dient sowohl der Stromerzeugung als auch der Bewässerung. Sie wurde 1965 (bzw. 1968) fertiggestellt. Die Talsperre ist in Staatsbesitz; sie wird von der Confederación Hidrográfica del Tajo betrieben. Die Konzession für den Betrieb des Kraftwerks wurde Iberdrola erteilt.

## Absperrbauwerk
Das Absperrbauwerk ist eine Gewichtsstaumauer aus Beton mit einer Höhe von 56 (bzw. 57) m über der Gründungssohle. Die Mauerkrone liegt auf einer Höhe von 312 m über dem Meeresspiegel. Die Länge der Mauerkrone beträgt 135 (bzw. 140) m. Das Volumen der Staumauer beträgt 90.000 m³.
Die Staumauer verfügt sowohl über einen Grundablass als auch über eine Hochwasserentlastung. Über den Grundablass können maximal 24 m³/s abgeleitet werden, über die Hochwasserentlastung maximal 2750 (bzw. 3000) m³/s. Weitere 53 m³/s können über den Bewässerungskanal abgeleitet werden. Das Bemessungshochwasser liegt bei 1354 (bzw. 3150 oder 3228) m³/s.

## Stausee
Beim normalen Stauziel von 308 m erstreckt sich der Stausee über eine Fläche von rund 3,57 km² und fasst 53 (bzw. 54) Mio. m³ Wasser; davon können 53 Mio. m³ genutzt werden. Der Stausee erstreckt sich über eine Länge von 17 km.

## Kraftwerk
Die installierte Leistung des Kraftwerks beträgt 40 MW. Die Fallhöhe beträgt 47 m. Der maximale Durchfluss liegt bei 50 m³/s für jede der beiden Turbinen. Die Nenndrehzahl der Turbinen liegt bei 230 Umdrehungen pro Minute.